# Берсон, Николай Семёнович
Николай Семёнович Берсон (родился 20 сентября 1953, Николаев) — директор-художественный руководитель Николаевского академического украинского театра драмы и музыкальной комедии, член Национального союза театральных деятелей Украины. Народный артист Украины (2009).

## Биография
В 1975 году с отличием окончил николаевский филиал Киевского государственного института культуры.
С 1975 по 1981 год — директор Дома культуры села Щербани Николаевской области.
С 1981 по 1988 год — заместитель главы колхоза по культурно-социальным вопросам и работе с кадрами в колхозе имени Кирова села Щербани Николаевской области.
С 1988 года — директор Николаевского академического украинского театра драмы и музыкальной комедии.

## Звания и награды
- Заслуженный работник культуры Украинской ССР (1986)
- Заслуженный деятель искусств Украины (1994)[1]
- Горожанин года (1996)
- Лауреат премии Национального союза театральных деятелей Украины имени Николая Садовского (1997)
- Орден «За заслуги» III степени (2000)[2]
- Лауреат III Всеукраинского фестиваля «Мельпомена Таврии» в номинации «За открытие новых имен» (2000)
- Почётное отличие Министерства культуры и искусств Украины (2002)
- Почётная грамота Кабинета Министров Украины (2002)[3]
- Грамота Верховной рады Украины (2003)
- Благодарность Кабинета Министров Украины (2003)
- Благодарность Кабинета Министров Украины (2004)
- Диплом Министерства культуры и искусств Украины «Лучший директор театра по итогам года» (2004)
- Лауреат областной премии имени Николая Аркаса (2004)
- Серебряный венок (2006)
- Горожанин года в номинации «Возрождение театров» (2007)
- Орден «За заслуги» II степени (2009)[4]
- Народный артист Украины (2009)[5]
- Орден «За заслуги» I степени (2017)[6]
- Почётный гражданин города Николаева (2019)[7][8][9]